# Grodziec (województwo mazowieckie)
Grodziec – wieś sołecka w Polsce położona w województwie mazowieckim, w powiecie płońskim, w gminie Czerwińsk nad Wisłą.
| SIMC    | Nazwa        | Rodzaj    |
| ------- | ------------ | --------- |
| 1060300 | Nadzieja     | część wsi |
| 1060406 | Stanisławowo | część wsi |

W latach 1975–1998 miejscowość administracyjnie należała do województwa płockiego.
W Grodźcu znajduje się parafia św. Bartłomieja oraz szkoła podstawowa im. Jana Pawła II, w czasie wojny przekształcona w hitlerowski obóz pracy. 
Przyjmuje się, że parafia w Grodźcu została powołana najprawdopodobniej w XIV stuleciu, bo już w 1403 jest wzmiankowany po raz pierwszy kościół w tej miejscowości. Pod koniec XVI w. powstała kolejna świątynia drewniana, która istniała do pożaru w roku 1814. W 1823 wystawiono kaplicę, zastąpioną w 1854 drewnianym kościołem.